# Matej Mandić
Matej Mandić (* 2. Mai 2002 in Ljubuški, Bosnien und Herzegowina) ist ein kroatischer Handballspieler.

## Karriere

### Verein
Matej Mandić lernte das Handballspielen beim HRK Izviđač, mit dem er ab 2018 in der ersten bosnischen Liga spielte und diese 2019 und 2021 gewann. Seit 2021 läuft der 2,05 m große Torwart für den kroatischen Serienmeister RK Zagreb auf, mit dem er 2022, 2023, 2024 und 2025 die Premijer Liga sowie den kroatischen Pokal gewann.

### Nationalmannschaft
Mit der kroatischen Nationalmannschaft belegte Mandić bei der Europameisterschaft 2022 den 8. Platz, dabei kam er zu einem Einsatz.
Bisher bestritt er 24 Länderspiele.

## Privates
Matej Mandić ist ein Cousin dritten Grades des ebenfalls aus Ljubuški stammenden kroatischen Handballnationalspielers David Mandić.